# László Gyetvai

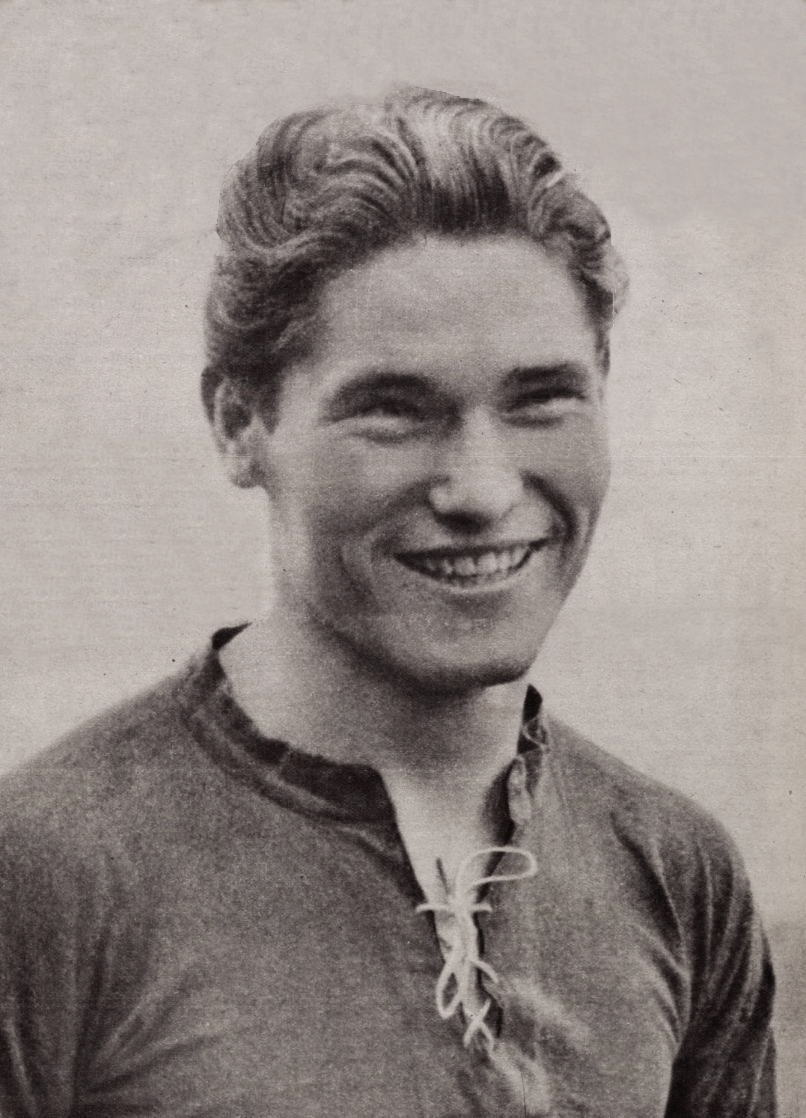
László Gyetvai in 1944

László Gyetvai (Zvolen, 11 december 1918 – Boedapest, 28 augustus 2013) was een Hongaars voetballer.
Gyetvai speelde als aanvaller die tussen 1938 en 1942 17 interlands speelde voor Hongarije. Hij scoorde 3 keer.
Van 1937 tot en met 1948 speelde hij bij Ferencváros.
Hij won in 1937 de Mitropacup en was daarna drie jaar achter elkaar verliezend finalist in dat toernooi. In 1942, 1943, 1944 wint hij de Hongaarse voetbalbeker en hij wordt drie keer landskampioen door de Magyar Labdarúgó Liga winnen. In totaal speelde hij 161 wedstrijden en scoorde 66 keer.
Daarna is hij nog 3 jaar trainer geweest bij VM Egyetértés.
Op 28 augustus 2013 is hij op 94-jarige leeftijd overleden in Boedapest.